# Franco Maccagnone

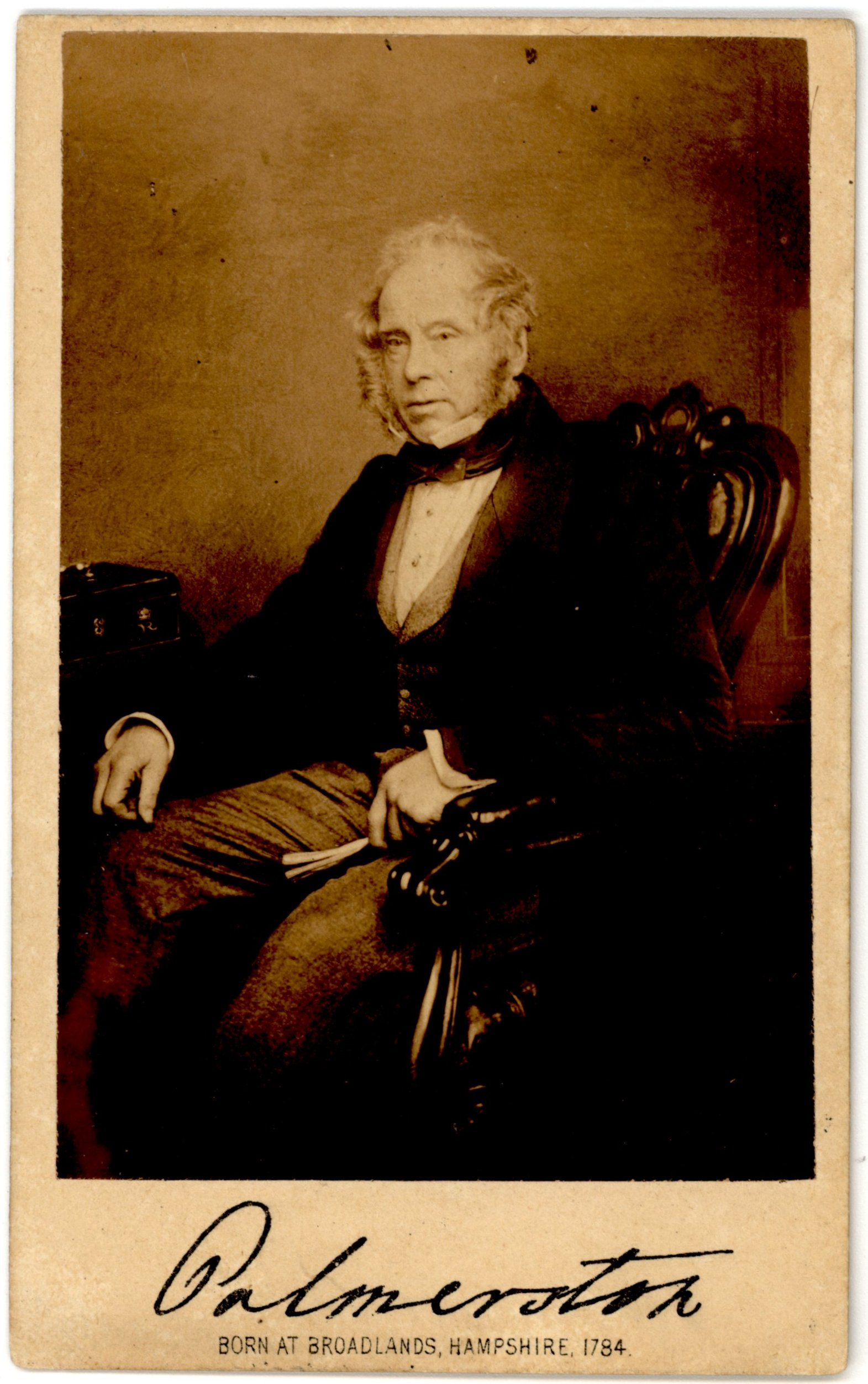
Burggraaf minister Temple Palmerston, zijn contactpersoon in Londen

Franco Maccagnone (Palermo, 21 juli 1807 – Genua, 18 september 1857), prins van Granatelli, was een edelman in het koninkrijk der Beide Siciliën. Vanuit literair-revolutionaire kringen in Palermo pleitte hij voor een autonoom Sicilië, waarbij het Verenigd Koninkrijk de autonomie zou moeten garanderen. 
Maccagnone was een Siciliaans revolutionair en patriot; binnen de brede Italiaanse stroming Risorgimento bleef hij een Siciliaans autonomist.

## Levensloop

### Jonge revolutionair
Maccagnone was een zoon van Goffredo Maccagnone, prins van Granatelli, en Emanuela Di Blasi die uit een patriciërsgeslacht van Palermo kwam. Hij volgde literaire studies bij private leraars, onder meer zijn twee ooms aan moederszijde die benedictijn waren. Deze twee monniken streefden naar een eigen Siciliaanse wetgeving en culturele autonomie; hun neef Francesco Paolo Di Blasi was om deze reden geëxecuteerd doch dit belemmerde in niets hun lessen.
Maccagnone werd een leidend figuur in het literair-revolutionair milieu van Palermo; hij streefde ernaar een onafhankelijk journalist te worden. Tevens interesseerde hij zich in de architectuur van Palermo en Sicilië. 
Met de troonsbestijging van koning Ferdinand II in 1830 leek er wel een nieuwe, liberale wind te waaien in de politiek. Maccagnone trad toe tot het nieuw opgericht instituut voor staatshervorming het Istituto di incoraggiamento (1831) en tot de hervormde Palermitaanse Academie voor Wetenschappen (1832). Tevens richtte hij met gelijkgezinden het tijdschrift Effemeridi Scientifiche e Letterarie per la Sicilia op (1832). Dit tijdschrift richtte zich tot een breed intellectueel publiek in de steden op Sicilië. Reeds in het eerste nummer hield Maccagnone een pleidooi voor de Siciliaanse natie. In 1840 stopte het tijdschrift. Er was naast bemoeienis van de overheid ook een tweespalt ontstaan tussen autonomisten en diegenen die voor een eengemaakt Italië waren.
In 1837 werd hij tot senator voor Palermo benoemd in het parlement der Beide Siciliën in Napels. Dit bleef hij tot 1840. In 1837 hielp hij mee met de aanpak van de cholera-epidemie. Meerdere medestanders van hem stierven aan cholera. De groep rond Maccagnone radicaliseerde. Zijn huis werd de ontmoetingsplaats voor revolutionaire Sicilianen die allen gemeenschappelijk hadden dat ze tegen het Bourbonregime waren.
Niettemin werd Maccagnone bevorderd tot voorzitter van de Academie voor Wetenschappen in 1843. Maccagnone wenste economische hervormingen, zowel in de landbouw als de handel. Omwille van de revolutionaire activiteiten bij hem thuis viel de politie al eens binnen ter controle. In 1847 vond er een grootschalige actie van de gendarmerie plaats, zodat Maccagnone op de vlucht sloeg. Hij dook onder op een Brits schip dat naar Gibraltar voer. Vanuit Gribaltar voer hij verder naar Cork, Ierland, dat destijds deel uitmaakte van het Verenigd Koninkrijk (1848).

### Revolutiejaar 1848
In 1848 braken in Europa revoluties uit, ook op Sicilië. Maccagnone spoedde zich naar huis. Op de terugreis maakte hij kennis met burggraaf Temple Palmerston, die later minister en premier van het Verenigd Koninkrijk zou worden. Maccagnone en Temple legden contacten die bleven duren in de jaren nadien. De revolutie op Sicilië leidde naar de afscheuring van de Beide Siciliën als het onafhankelijk koninkrijk Sicilië. Maccagnone werd in het Siciliaans parlement verkozen als afgevaardigde van Mazara, de streek waarvan de prinselijke familie afkomstig was. In het parlement nam hij deel aan de hervorming van de Nationale Garde. 
De revolutionaire regering benoemde Maccagnone tot regeringscommissaris voor het Verenigd Koninkrijk. In een delegatie van Sicilianen deed hij onderweg Turijn en Parijs aan om steun te vinden voor de onafhankelijkheid. In Engeland hield Maccagnone lezingen zowel in Londen als in Manchester en Liverpool. Het waren havenschepen waar Siciliaanse schepen aanlegden. 

### Ballingschap
Nadat het Huis Bourbon de revolutie op Sicilië had neergeslagen (1849) voerde een Londense rechtbank een proces tegen Maccagnone. Hij werd ervan beschuldigd wapens gestolen te hebben uit schepen die het Bourbonregime trouw waren. Alle bezittingen van prins Maccagnone op Sicilië werden geconfisqueerd. Burggraaf Temple Palmerston kwam getuigen op het proces. Maccagnone werd vrijgesproken (1849) maar kreeg zijn eigendommen niet terug. In 1851 kwam er een tweede proces in Londen. Op beslissing van de rechtbank moest Maccagnone alle staatseigendommen der Beide Siciliën teruggeven en in ruil ontving hij zijn privé-eigendommen terug. 
Nog in Londen publiceerde Maccagnone zijn visie over de toekomst van Sicilië. Het werk was getiteld Sicily and England: a sketch of events in Sicily in 1812 & 1848. Hij pleitte voor een autonoom Sicilië onder gezag van het Verenigd Koninkrijk. Hij beschreef hoe het Siciliaans parlement en het Brits parlement dezelfde oorsprong kenden: het bestuur der Normandische vorsten. In 1812, zo schreef hij, was Sicilië een Brits protectoraat in een anti-Napoleon coalitie; de Britten stimuleerden toen het schrijven van een Siciliaanse grondwet. In 1815 tijdens het Congres van Wenen ‘vergaten’ de Britten hun beloften. In 1848-1849 dumpten de Britten Sicilië voor een tweede maal volgens Maccagnone. Zo geraakte hij verder geïrriteerd door de desinteresse van de Britten. Hij betoogde dat het koninkrijk Napels op Franse centralistische wijze was georganiseerd, ten tijde van het Napoleontisch bestuur, zodat Sicilië niets meer te hopen had. In 1850 ontmoette hij in Londen Giuseppe Mazzini, de oprichter van Jong Italië en bezieler van een eengemaakte Italiaanse republiek. Prins Maccagnone kon het niet met hem vinden omdat Mazzini noch een rol voor aristocraten zag noch een vrijheid voor Sicilië; ook de toekomst van de Pauselijke Staat en de rol van Oostenrijk in Noord-Italië waren twistpunten tussen beide politici. 
Ondanks contacten met minister Temple Palmerston zag Maccagnone zijn kans verkeken in de Britse politiek. Na een brand in zijn woning (1852) verliet Maccagnone Londen. Hij reisde drie jaar lang tussen Zwitserland, Nice en Turijn. Bij Zwitserse banken had hij toegang tot geld dat het revolutionaire Sicilië in 1848 had voorzien voor wapenaankopen.
Vanaf 1855 woonde hij in Genua. Eerste minister Cavour van Piëmont-Sardinië voerde een politiek van eenmaking van Italië onder het koninklijk Huis Savoye. Maccagnone sloot zich schoorvoetend aan. Hij bleef aansturen op een scheiding tussen Napels en Sicilië, waarna Sicilië haar eigen koers zou varen. 
In 1857 stierf hij in Genua ten gevolge van een beroerte. Aanvankelijk werd hij begraven in Genua; later kreeg hij een praalgraf in het zogenaamde Pantheon van Sicilië: de kerk San Domenico in Palermo.